# Bursaria longisepala
Bursaria longisepala är en tvåhjärtbladig växtart som beskrevs av Karel Domin. Bursaria longisepala ingår i släktet Bursaria och familjen Pittosporaceae. Utöver nominatformen finns också underarten B. l. pilosa.